# Torre A2A
La Torre A2A, detta anche Torre Faro, è un grattacielo di Milano, facente parte del progetto di riqualificazione della storico scalo di Porta Romana.

## Storia
Progettata dagli architetti Antonio Citterio e Patricia Viel, la torre ospiterà la nuova sede degli uffici dell'azienda A2A. Il progetto ha avuto l'approvazione del Municipio 5 di Milano.
Il progetto prevede anche la riqualificazione della sottostante piazza Trento in seno all'opera di ricucitura dello scalo di Porta Romana, dove sorgerà anche il villaggio olimpico di Milano-Cortina 2026. La fine dei lavori è prevista per il 2025, e l'inaugurazione per il 2026.

## Descrizione
La torre raggiungerà un'altezza di 144 metri e sarà raggiungibile dalla fermata Lodi TIBB della linea M3, situata nell'omonimo piazzale. La forma dell'edificio si richiamerà a quella di una ciminiera e in cima alla torre è previsto un belvedere.

## Trasporti
- Lodi TIBB